# Casnovia (Michigan)
Casnovia – wieś w Stanach Zjednoczonych, w stanie Michigan, w hrabstwie Kent.